# Christophe Berra
Christophe Didier Berra, född 31 januari 1985, är en skotsk fotbollsspelare (mittback) som spelar för Heart of Midlothian.